# Abderrahmane Soukhane
Abderrahmane Soukhane (El-Biar, 13 september 1936 – 5 juli 2015) was een Algerijns voetballer die speelde als aanvaller.
Soukhane begon zijn carrière bij de club uit zijn geboortestad JS El-Biar. In 1956 trok hij naar toenmalig Frans tweedeklasser Le Havre AC. De club dwong in 1956 promotie af naar de Ligue 1, maar degradeerde drie seizoenen later opnieuw. In 1964, tijdens zijn achtste en laatste seizoen voor Le Havre, werd hij topschutter in de Ligue 2. Nadien ging hij voor drie seizoenen naar Toulouse FC. De eersteklasser behaalde in 1965/66 de vierde plaats in de competitie waarmee het zich kwalificeerde voor de Jaarbeursstedenbeker 1966/67. Hierin werd het in de tweede ronde uitgeschakeld door het Roemeense Dinamo Pitesti. De aanvaller beëindigde in 1968 zijn voetbalcarrière bij Red Star Paris.
In 1958 speelde Soukhane mee in het elftal van het Front de Libération Nationale, dat streed tegen de koloniale macht van Frankrijk in Algerije. Hij speelde mee in acht wedstrijden waarin hij eenmaal tot scoren kwam. Na de onafhankelijkheid in 1962 speelde hij nog zes wedstrijden voor het Algerijns voetbalelftal.